# Flagge Dagestans

Flagge der Republik Dagestan

Die Flagge Dagestans ist die offizielle Flagge der Republik Dagestan. Sie wurde durch ein Gesetz am 26. Februar 1994 offiziell gesetzlich festgelegt. In der Sowjetzeit gab es verschiedene Flaggen für Dagestan.
Die Flagge hat ein Verhältnis 2:3 und besteht aus drei gleich großen horizontalen Streifen. Die Streifen sind grün, blau und rot. Grün symbolisiert die in Dagestan vorherrschende islamische Religion.